# أوتو نيورورير
أوتو نيورورير (بالألمانية: Otto Neururer) (25 مارس 1882 - 30 مايو 1940) كاهنًا نمساويًا كاثوليكيًا وكان أول كاهن يموت في معسكر اعتقال نازي. قام بدراساته عن الكهنوت في بريكسن قبل أن يعمل كمدرس وراعي في عدة مدن قبل أن يستقر في عام 1932 في Götzens بالقرب من إنسبروك. تم القبض عليه في عام 1938 لمحاولته إقناع فتاة بعدم الزواج من رجل ذو أخلاق مشكوك فيها وتم إرساله إلى داكاو قبل نقله إلى بوخنوالد حيث مات بعد شنقه رأساً على عقب.
تم الاحتفال بتطهير نيوروريرفي 24 نوفمبر 1996 على أساس أنه توفي نتيجة «في فيديوم» (كراهية الإيمان).

## الحياة
ولد أوتو نيورورير في 25 مارس 1881 كآخر 12 طفلاً للمزارعين الفقراء والمتواضعين ألويس نيورورير وهيلديجارد سترينج. كان والديه يديران مزرعة صغيرة مع طاحونة. كان خجولًا (لوحظ أنه كان لديه مزاج هادئ).

## روابط خارجية
- دائرة سير القديسين
- جميع القديسين والشهداء
- أصدقاء بركات داخاو (بالألمانية)
- عنوان البابا يوحنا بولس الثاني بعد تطويب أوتو نيورورير (ألماني)